# Chesapeake Ranch Estates-Drum Point
Chesapeake Ranch Estates-Drum Point es un lugar designado por el censo formado por la unidad de dos localidades, ubicado en el condado de Calvert en el estado estadounidense de Maryland. En el año 2010 tenía una población de 13.250 habitantes y una densidad poblacional de 798,19 personas por km².

## Geografía
Chesapeake Ranch Estates-Drum Point se encuentra ubicado en las coordenadas 
38°21′0″N 76°25′8″O / 38.35000, -76.41889.

## Demografía
Según la Oficina del Censo en 2000 los ingresos medios por hogar en la localidad eran de $79.065 y los ingresos medios por familia eran $84.909. Los hombres tenían unos ingresos medios de $57.439 frente a los $40.167 para las mujeres. La renta per cápita para la localidad era de $29.565. Alrededor del 5,5% de la población estaba por debajo del umbral de pobreza.